# Chlorida denticulata
Chlorida denticulata es una especie de escarabajo longicornio del género Chlorida, tribu Bothriospilini, subfamilia Cerambycinae. Fue descrita científicamente por Buquet en 1860.

## Descripción
Mide 13-28,5 milímetros de longitud.

## Distribución
Se distribuye por Guyana, Guayana Francesa y Surinam.